# Museu Charles Aznavour
El Museu Charles Aznavour és un museu i centre cultural a Erevan, Armènia, que es va inaugurar el 2011.
El cantant franco-armeni Charles Aznavour va tallar la cinta d'inauguració del nou museu en la cerimònia d'obertura, a la qual van assistir el president francès, Nicolas Sarkozy, i el president d'Armènia, Serzh Sargsyan. El museu ocupa un edifici de cinc plantes dins del monument de la Cascada, un edifici amb una escala monumental de 118 metres d'altitud. Inclou una sala de concerts a l'aire lliure, així com apartaments i el mateix museu. L'exposició inclou discos, àlbums, llibres, premis de la música, cartells i fotografies d'Aznavour. El projecte del museu es va iniciar el 2007, finançat pel govern d'Armènia. La fundació d'Aznavour ha decorat l'interior del museu.